# Tropical Snow
Tropical Snow es una película dramática estadounidense de 1988 dirigida por Ciro Durán y protagonizada por David Carradine, Madeleine Stowe y Jsu García (acreditado como «Nick Corri»). Fue el «primer largometraje en inglés con guion» de Durán y también el debut cinematográfico de Tim Allen (con un cameo como un mozo de equipaje).

## Argumento
Tavo (Jsu García) y Marina (Madeleine Stowe) viven en la pobreza en Bogotá y desean una vida mejor en Nueva York. Tal movimiento es un gasto que ninguno puede permitirse. Tavo casi muere al intentar robar, y Marina se niega a entrar en una vida de prostitución. Marina trabaja en un club de caballeros, pero se va después de que Nick se pone celoso.
A los dos se les ofrece la oportunidad de mudarse a los Estados Unidos con la condición de que introduzcan cocaína de contrabando en el Aeropuerto Internacional John F. Kennedy en beneficio de Oska (David Carradine), un traficante de drogas local. Tavo finalmente muere de una sobredosis de drogas después de no poder pasar la cocaína. Marina sobrevive, pasando la cocaína bajo custodia antes de pasar un tiempo en una prisión de Estados Unidos y luego regresar a Colombia.

## Reparto
- Jsu Garcia - Gustavo 'Tavo' Luna
- Madeleine Stowe - Marina
- David Carradine - Oska
- Alfonso Ortiz - Maestro carterista
- Roger Melo - Padrastro de Tavo
- Alberto Arroyabe
- Luisa Fernanda Giraldo
- Tim Allen - Mozo de equipajes

## Recepción
Tropical Snow fue descrita por Bill Kelley de Sun Sentinel como «la más sombría de las entidades de bajo presupuesto: una película B de explotación con conciencia social». Kelley criticó la dirección y la actuación, afirmando que ambas se realizaron con el «tipo de incompetencia solemne que solo pueden lograr los verdaderamente sin talento», y señaló que incluso las escenas de amor explícitas tenían una «cualidad triste y desesperada». Si bien elogió la actuación de Carradine, describió al elenco restante como «poco convincente» y concluyó calificando la película de «aburrida».
Al calificar la película con una estrella de cinco, Michael Mills del Palm Beach Post declaró que «a pesar de su título poético, Tropical Snow es sombría y prosaica». La misma reseña elogió la cinematografía de la película, observando que «le da a todo, incluso a los barrios marginales de las laderas, un brillo empañado». La película se consideró «oportuna» dados los intentos de Colombia de perseguir a los capos de la droga en el momento en que se hizo la película.
Juan Coto del Miami Herald le dio a la película dos estrellas y media de cinco, elogiando las «fuertes» actuaciones de García y Stowe. También se elogió la actuación de Carradine, y Coto opinó que fue «sorprendentemente gentil» y «quizás el traficante de drogas más amable jamás puesto en la pantalla». Finalizó la reseña como «tópica» pero «a veces tan simplista como la metáfora en [el] título». El crítico Steven Puchalski también ve a Tropical Snow como un «potboiler crudo»: «Manteniendo un tono serio en todo momento, [Durán] captura la pobreza y la desesperación de su territorio [colombiano], mientras demuestra cómo la prostitución, el crimen y las drogas pueden parecer los únicos manera de triunfar». La película aún hizo concesiones al comercialismo, como con «momentos dispersos de drama sobrecalentado y mucha desnudez gratuita tanto de Stowe como de Corri».